# Al Lewis
Al Lewis (* 30. April 1923 in New York City; † 3. Februar 2006 ebenda), eigentlich Albert Meister, war ein US-amerikanischer Schauspieler.

## Leben
Nach eigenen Angaben wurde Al Lewis am 30. April 1910 in Wolcott, New York, als Abraham Meister geboren. Nach Al Lewis’ Tod, am 3. Februar 2006, verkündete sein Sohn Ted allerdings, dass sein Vater tatsächlich erst am 30. April 1923 in Brooklyn, N.Y. geboren wurde. Wegen des tatsächlich also wohl 13 Jahre später liegenden Geburtsdatums erscheinen heute auch viele weitere Lebensdaten von Al Lewis aus der Zeit vor 1950 fraglich.
Laut eigener Auskunft begann er Ende der 1920er Jahre als Artist beim Zirkus. Er entschloss sich dann zu einem College-Studium. An der Columbia University schloss er sein Studium als Kinderpsychologe ab. Anschließend arbeitete er als Lehrer und schrieb zwei Kinderbücher. Auf den Rat eines Freundes hin begann Lewis 1949 mit der Schauspielerei. Er nahm Unterricht bei Paul Mann Actor’s Workshop in New York und arbeitete beim Kabarett quer durch die USA. In den 1950er Jahren begann er beim boomenden Fernsehen. Zunächst spielte er in Live-Übertragungen aus New York und in Gastrollen bei Fernsehserien. 1961 bis 1963 wurde er in der Sitcom Wagen 54, bitte melden als Officer Leo Schnauser berühmt. Sein Partner war Fred Gwynne als Officer Maldoon. Seine bekannteste Rolle wurde die des Grandpa in The Munsters. Die 70-teilige Serie wurde von 1964 bis 1966 produziert. Auch hier spielte Fred Gwynne an seiner Seite.
Nachdem die Serie ausgelaufen war, eröffnete Lewis 1987 in Greenwich Village ein Restaurant mit dem Namen Grampa’s Bella Gente. Das Geschäftslogo und die Speisekarte mit seinem Konterfei wurde von Fred Gwynne entworfen. 1993 gab er das Lokal wieder auf.
Im September 1989 verkaufte er seinen Namen in Lizenz für den Comedy Club Grampa’s Comedy Club of S.I. der gut 10 Jahre im Viertel New Dorp auf Staten Island bestand und Lewis selbst auch bei Zeiten zu Gast hatte.
Bis zuletzt moderierte der umtriebige Lewis außerdem die Talkshow The Al Lewis Show beim New Yorker Lokalradiosender WBAI und war mehrmals Gast bei seinem Fan Howard Stern. Auf 1960er Munster Conventions, Schönheitswettbewerben der Undergroundszene oder einigen Pornomesse mit Ron Jeremy war er regelmäßig anzutreffen. Als Überraschungsgast im Grandpa Kostüm bei Privatfeiern, zu denen er bei allen Terminen stets mit dem Zug anzureisen pflegte, konnte er ebenfalls gebucht werden.
1998 trat Lewis für die grüne Partei GPUS bei den Gouverneurswahlen in New York an. Hierbei sprach er sich für eine Abschaffung der Todesstrafe und eine Lockerung der Drogengesetzgebung aus. Gegen Amtsinhaber George Pataki hatte er allerdings keine Chance. Lewis bekam 52.533 Stimmen was einem Anteil von 1,1 % der Wählerstimmen entsprach. Im Jahr 2000 wurde er bei der internen Abstimmung der GPUS für ihren Senatskandidaten zweiter mit 31,84 % und 377 Stimmen der grünen Parteianhänger. Den Senatsposten gewann schließlich Hillary Clinton für die Demokratische Partei (Vereinigte Staaten).
Der brasilianische Filmemacher Sergio Oksman zeichnete ab 2002 in der Langzeitdokumentation Goodbye, America die linksliberalen Ansichten und schließlich das langsame Vergehen von Lewis Lebenskraft auf, dem 2003 u. a. wegen Komplikationen nach einer Angioplastie der rechte Unterschenkel amputiert wurde und er seit dem bettlägerig aber stets trotzig zigarrerauchend in einem Pflegeheim untergebracht war und dort von seiner seit 1984 zweiten Ehefrau, der Schauspielerin Karen Ingenthron, mitbetreut wurde. Die Uraufführung im Oktober 2006 beim Valladolid International Film Festival in Spanien erlebte Lewis nicht mehr. In den USA lief der Film nie, ist aber seit 2013 allgemein online.
Am 3. Februar 2006 starb der herzkranke Schauspieler 82-jährig schließlich in New York. Lewis hinterließ drei Söhne aus einer von 1956 bis 1977 bestandenen ersten Ehe. Seine Asche befindet sich in seinem Zigarrenetui im Besitz der Familie.

## Filmografie (Auswahl)
- 1951: London Entertains (Dokumentarfilm)
- 1953/1957: The Big Story (Fernsehserie, 2 Folgen)
- 1957: Der Vampir von Notre Dame (I vampiri)
- 1959–1963: Gnadenlose Stadt (Naked City, Fernsehserie, 6 Folgen)
- 1960: Der Killer mit dem Babygesicht (Pretty Boy Floyd)
- 1961–1963: Wagen 54, bitte melden (Car 54, Where Are You?, Fernsehserie, 44 Folgen)
- 1961–1963: Route 66 (Fernsehserie, 3 Folgen)
- 1962: Preston & Preston (The Defenders, Fernsehserie, Folge 1x18)
- 1964: Henrys Liebesleben (The World of Henry Orient)
- 1964–1966: The Munsters (Fernsehserie, 72 Folgen)
- 1966: Gespensterparty (Munster, Go Home!)
- 1967: Verschollen zwischen fremden Welten (Lost in Space, Fernsehserie, Folge 2x21)
- 1969: Nur Pferden gibt man den Gnadenschuß (They Shoot Horses, Don’t They?)
- 1970: Die Bruchschiffer (The Boatniks)
- 1971: Night Gallery (Fernsehserie, Folge 1x04)
- 1971: Green Acres (Fernsehserie, Folge 6x18)
- 1971: Der verkehrte Sherlock Holmes (They Might Be Giants)
- 1973: The Night Strangler (Fernsehfilm)
- 1973: Here’s Lucy (Fernsehserie, Folge 6x14)
- 1974: Ein Mann sieht rot (Death Wish)
- 1974: Coonskin (Sprechrolle)
- 1975: White House Madness
- 1979: That’s Life
- 1980: Mit einem Bein im Kittchen (Used Cars)
- 1981: Die Rückkehr der Familie Frankenstein (The Munsters’ Revenge, Fernsehfilm)
- 1981: Taxi (Fernsehserie, Folge 3x19)
- 1987: Comic Cabby
- 1988: Die Mafiosi-Braut (Married to the Mob)
- 1988: Was für ein wundervolles Leben…? (Bum Rap)
- 1987–1989: Super Scary Saturday (Fernsehserie, als Moderator)
- 1991: Hi Honey, I’m Home! (Fernsehserie, Folge 1x05)
- 1992: Mein Großvater ist ein Vampir (Moonrise)
- 1993: The Garden (Kurzfilm)
- 1993: Al Lewis in the Flesh (Kurzdokumentarfilm über und mit Al Lewis)
- 1994: Wagen 54 – Bitte Melden (Car 54, Where Are You?)
- 1995: Eine unheimliche Familie zum Schreien (Here Come the Munsters, Fernsehfilm)
- 1996: Fast Money – Treibjagd nach Tijuana (Fast Money)
- 1996: South Beach Academy
- 2002: Night Terror
- 2002–2006: Goodbye, America (Langzeit Dokumentarfilm über und mit Al Lewis)

## Bühne/Auftritt (Auswahl)
- 1956: The Iceman Cometh (Off-Broadway)
- 1958: The Night Circus (Broadway)
- 1960: One More River (Broadway)
- 1960: Girl Crazy (Tournee)
- 1960–1962: Do Re Mi (Broadway & Tournee)
- 1965: Marineland Carnival with The Munsters (Marineland, California)
- 1976: Catch Me If You Can (Salt Lake City)
- 1976: A Funny Thing Happened on the Way to the Forum (Norfolk, Virginia)
- 1977: The Gorilla (Kansas City)
- 1979: California Suite (Tournee)
- 1987: Beyond Vaudeville at NYU (Life Stage Show) (University, New York)
- 1989-199?: Grampa’s Comedy Club of S.I. (New Dorp, Staten Island, New York)
- 1998: Green Party Gouvenor Campaign (New York)
- 2000: Green Party Senate Campaign (New York)